# Tephrochlamys
Tephrochlamys is een geslacht van insecten uit de familie van de afvalvliegen (Heleomyzidae), die tot de orde tweevleugeligen (Diptera) behoort.

## Soorten
- T. flavipes (Zetterstedt, 1838)
- T. flavitarsis Darlington, 1908
- T. laeta (Meigen, 1830)
- T. rufiventris (Meigen, 1830)
- T. steniusi Frey, 1930
- T. tarsalis (Zetterstedt, 1847)